# Alfonso Milián Sorribas

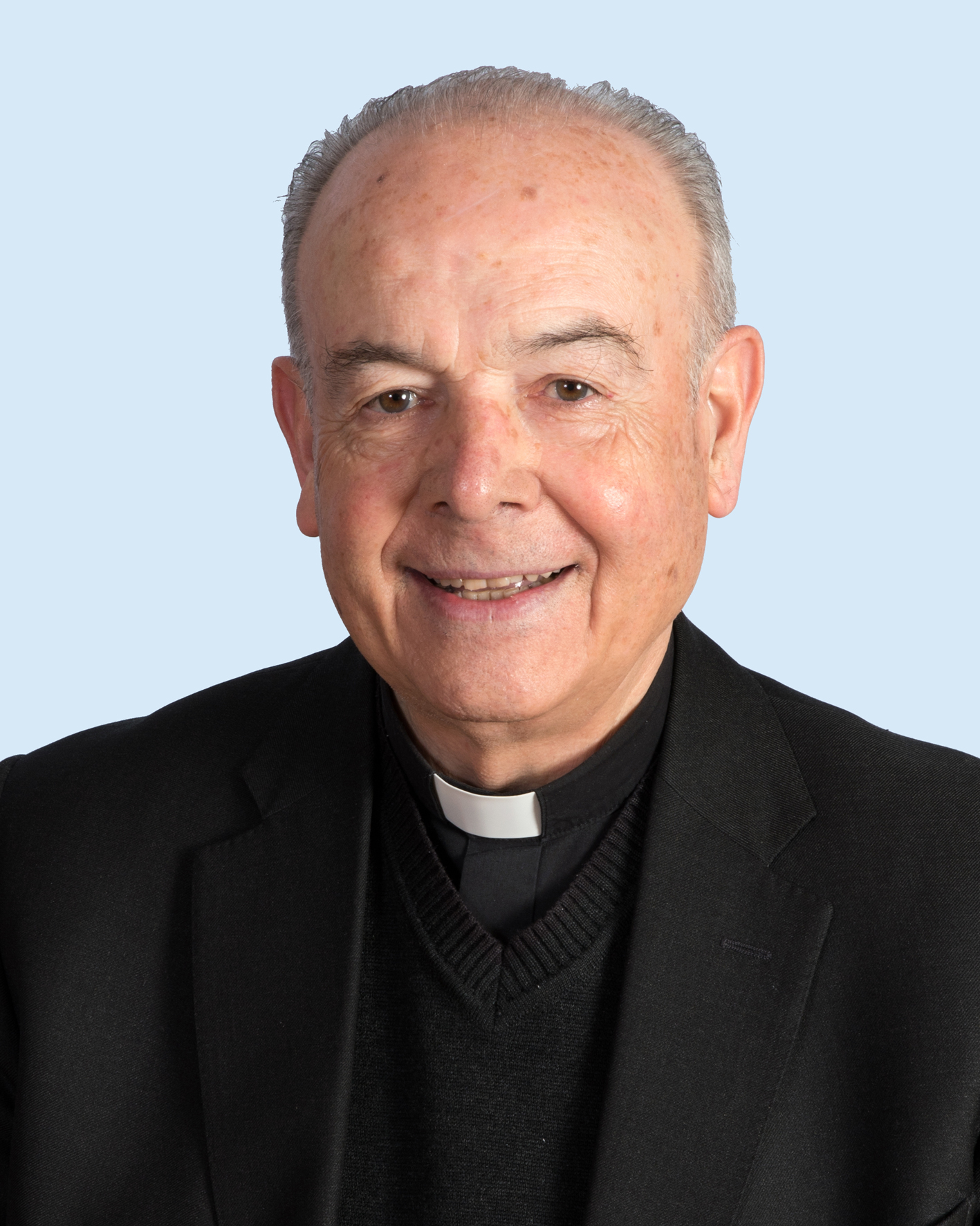
Alfonso Milián Sorribas, vor 2018

Alfonso Milián Sorribas (* 15. Januar 1939 in La Cuba; † 26. November 2020 in Saragossa) war ein spanischer Geistlicher und römisch-katholischer Bischof von Barbastro-Monzón.

## Leben
Alfonso Milián Sorribas studierte Philosophie und Theologie am Seminar von Saragossa und empfing am 25. März 1962 die Priesterweihe. Er war in der Seelsorge tätig, unter anderem Bischofsvikar in der Erzdiözese Saragossa (1982–1990; 1996–2004). 1992 erhielt er einen Abschluss in Katechetischer Theologie von der Universidad Eclesiástica San Dámaso in Madrid.
Papst Johannes Paul II. ernannte ihn am 9. November 2000 zum Weihbischof in Saragossa und Titularbischof von Diana. Die Bischofsweihe spendete ihm der Erzbischof von Saragossa, Elías Yanes Álvarez, am 3. Dezember desselben Jahres; Mitkonsekratoren waren Antonio Cañizares Llovera, Erzbischof von Granada, und Juan José Omella Omella, Bischof von Barbastro-Monzón. Sein Wahlspruch lautete Yo en ellos y tú en mí („Ich in ihnen und du in mir“ (Joh 17,23 )).
Am 11. November 2004 wurde er zum Bischof von Barbastro-Monzón ernannt und am 19. Dezember desselben Jahres in das Amt eingeführt.
In der spanischen Bischofskonferenz war er seit 2002 Mitglied der Bischofskommission für Sozialpastoral. Während dieser Zeit war er mehrere Jahre lang Bischofsdelegierter für Cáritas Española.
Am 27. Dezember 2014 nahm Papst Franziskus seinen altersbedingten Rücktritt an.